# Colorado Street Bridge
Colorado Street Bridge je silniční most ve městě Pasadena ve státě Kalifornie v USA. Jedná se o betonový obloukový most, který překonává údolí Arroyo Seco. Most je 453 m dlouhý, tyčí se ve výšce 45 m nad nejnižší částí údolí.
Most byl vybudován dle návrhu společnosti Waddell & Harrington z Kansas City na počátku 20. století. Dokončen byl roku 1912, otevřen pro dopravu byl v prosinci 1913. Od roku 1981 je most památkově chráněný.
Colorado Street Bridge proslul v 70. letech 20. století jako mostem sebevrahů. Proto sem byly nainstalovány později i bariéry.